# 長崎県中学校の廃校一覧
長崎県中学校の廃校の一覧（ながさきけんちゅうがっこうのはいこうのいちらん）は、長崎県の中学校の廃校の一覧。対象となるのは学制改革（1947年）以降に廃校となった中学校と分校である。なお、名称は廃校当時のもの。廃校当時に中学校の所属していた自治体が合併されて消滅している場合は現行の自治体に含める。また休校中の学校は公式には存続していることとなっているが、便宜上本項に記載する。

## 長崎市
- 長崎市立早坂中学校（1969年長崎市立小島中学校へ統合）[1]
- 長崎市立神浦中学校（2015年[2]黒崎中へ統合[2]）
- 長崎市立黒崎中学校（2019年長崎市立外海中学校へ改編）[3]
- 長崎市立式見中学校（2020年長崎市立小江原中学校へ統合）[4]
- 長崎市立江平中学校（2021年長崎市立山里中学校へ統合）[5]
- 長崎市立南中学校（2021年休校、2022年長崎市立茂木中学校へ統合）[6]
- 福田村立手熊中学校（1949年長崎市立福田中学校〈当時：福田村立〉へ統合）[7]
- 川原村立川原中学校（1949年統合により川原・為石・蚊焼三村組合立岳南中学校〈現：長崎市立三和中学校〉へ）[注釈 1]
- 為石村立為石中学校（同上）
- 蚊焼村立蚊焼中学校（同上）
- 三重村立畝刈中学校（1950年長崎市立三重中学校〈当時：三重村立〉へ統合）[8]
- 東長崎町立矢上中学校（1958年統合により長崎市立東長崎中学校〈当時：東長崎町立〉へ）[9]
- 東長崎町立古賀中学校（同上）[9]
- 東長崎町立戸石中学校（同上）[9]
- 野母崎町立高浜中学校（1963年統合により野母崎町立野母崎中学校〈現：野母崎小中一貫青潮学園長崎市立野母崎中学校〉へ）[注釈 2]
- 野母崎町立脇岬中学校（同上）
- 野母崎町立野母中学校（同上）
- 野母崎町立樺島中学校（同上）
- 琴海村立村松中学校（1964年長浦中と統合し長崎市立琴海中学校〈当時：琴海村立〉へ）[注釈 3]
- 琴海村立長浦中学校（1964年村松中と統合し琴海中へ）[注釈 4]
- 高島町立端島中学校（1974年端島炭鉱閉山のため全校生徒転出）
- （私立）瓊浦中学校（1955年）[注釈 5]
- （私立）鶴鳴中学校（1959年）[注釈 6]
- （私立）長崎女子商業中学校（1999年休校）[12]
- （私立）聖母の騎士中学校（2003年休校）[12]
- （私立）玉木中学校（2005年休校、2014年廃止）[注釈 7][14]
- （私立）聖マリア学院中学校（2015年休校）[12]

## 佐世保市
- 佐世保市立江上中学校（1968年崎針尾中と統合し佐世保市立東明中学校へ）[15]
- 佐世保市立崎針尾中学校（1968年江上中と統合し東明中へ）[15]
- 佐世保市立旭中学校（2011年花園中と統合し佐世保市立祇園中学校へ）[16]
- 佐世保市立花園中学校（2011年旭中と統合し祇園中へ）[16]
- 佐世保市立野崎中学校（2016年佐世保市立愛宕中学校へ統合）[17]
- 佐世保市立黒島中学校（2018年 佐世保市立黒島小学校と統合の上、佐世保市立黒島小中学校（長崎県内初の義務教育学校）となる）[18]
- 佐世保市立浅子中学校（2018年 佐世保市立浅子小学校と統合の上、佐世保市立浅子小中学校（長崎県内初の義務教育学校）となる）[18]
- 宇久町立寺島中学校（1963年神浦中へ統合）[19]
- 宇久町立飯良中学校（1968年神浦中へ統合）
- 宇久町立神浦中学校（2005年佐世保市立宇久中学校〈当時：宇久町立〉へ統合）[20]
- 江迎町立江迎中学校〈旧〉（1963年9月1日猪調中と統合し佐世保市立江迎中学校〈当時：江迎町立〉へ）[21]
- 江迎町立猪調中学校（1963年江迎中〈旧〉と統合し江迎中〈新〉へ）[21]
- 小佐々町立小佐々中学校〈旧〉（1969年楠栖中と統合し佐世保市立小佐々中学校〈当時：小佐々町立〉へ）[22]
- 小佐々町立楠栖中学校（1969年小佐々中〈旧〉と統合し小佐々中〈新〉へ）[22]
- 鹿町町立鹿町中学校〈旧〉（1972年歌浦中と統合し佐世保市立鹿町中学校〈当時：鹿町町立〉へ）[23]
- 鹿町町立歌浦中学校（1972年鹿町中〈旧〉と統合し鹿町中〈新〉へ）[23]

## 島原市
- 有明村立大三東中学校（1961年湯江中と統合し島原市立有明中学校〈当時：有明村立〉へ）[注釈 8]
- 有明村立湯江中学校（1961年大三東中と統合し有明中へ）

## 諫早市
- 諫早市立本野中学校（1985年諫早市立明峰中学校新設のため廃校）[24]
- 小江村立小江中学校（1949年深海中と統合し有明中へ）
- 深海村立深海中学校（1949年小江中と統合し有明中へ）
- 伊木力村立伊木力中学校（1951年大草中と統合し諫早市立琴海中学校〈当時：大草村・伊木力村組合立〉へ）[注釈 9]
- 大草村立大草中学校（1951年伊木力中と統合し琴海中へ）
- 飯盛町立飯盛中学校〈旧〉（1966年飯盛西中と統合し諫早市立飯盛中学校〈当時：飯盛町立〉へ）[25]
- 飯盛町立飯盛西中学校（1966年飯盛中〈旧〉と統合し飯盛中〈新〉へ）[25]
- 高来町立湯江中学校（1977年有明中と統合し諫早市立高来中学校〈当時：高来町立〉へ）[26]
- 高来町立有明中学校（1977年湯江中と統合し高来中へ）[26]
- （私立）鎮西学院中学校（1966年）[27]
- （私立）創成館中学校（2009年休校）[12]
- （私立）椿原中学校（2014年）[28]

## 大村市
- 大村市立大村中学校〈初代〉（1966年統合により大村市立玖島中学校へ）[29][注釈 10]
- 大村市立鈴田中学校（同上）[29]
- 大村市立三浦中学校（同上）[29]

## 平戸市
- 平戸市立紐差中学校（1958年統合により平戸市立中部中学校へ）[31]
- 平戸市立宝亀中学校（同上）[31]
- 平戸市立獅子中学校（同上）[31]
- 平戸市立根獅子中学校（同上）[31]
- 平戸市立中津良中学校（1958年統合により平戸市立南部中学校へ）[注釈 11]
- 平戸市立津吉中学校（同上）
- 平戸市立志々伎中学校（同上）
- 平戸市立平戸中学校〈旧〉（1960年田助中と統合し平戸市立平戸中学校〈新〉へ）[32]
- 平戸市立田助中学校（1960年平戸中〈旧〉と統合し平戸中〈新〉へ）[32]
- 平戸市立野子中学校高島分校（2006年）[33]
- 平戸市立野子中学校（2021年）[34]
- 南田平村立南中学校〈初代〉（1950年北中と統合し南中〈2代目〉となり、1954年平戸市立田平中学校〈当時：田平町立〉へ改称）[35]
- 南田平村立北中学校（1950年南中〈初代〉と統合し南中〈2代目〉となり、1954年田平中〈2代目〉へ改称）[35]
- 田平町立東中学校（1954年田平中〈初代〉から改称、1956年田平中〈2代目〉へ統合）[35]
- 生月町立山田中学校（1967年平戸市立生月中学校〈当時：生月町立〉へ統合）

## 松浦市
- 松浦市立上志佐中学校（1957年松浦市立志佐中学校へ統合）[注釈 12]

## 対馬市
- 対馬市立久原中学校（2010年[36]）
- 対馬市立加志々中学校（2011年[37]）
- 対馬市立南陽中学校（2011年[36]）
- 対馬市立豊中学校（2011年対馬市立比田勝中学校へ統合）[38]
- 対馬市立今里中学校（2013年[36]）
- 対馬市立佐護中学校（2013年[36]）
- 対馬市立浅海中学校（2020年対馬市立豊玉中学校[39]へ統合）
- 対馬市立佐須中学校（2022年[40]対馬市立厳原中学校へ統合[41]）
- 仁位村立嵯峨中学校（1948年仁位中へ統合）
- 仁位村立塩浜中学校（1948年塩戸中へ統合）
- 雞知町立竹敷中学校（1950年雞知中へ統合）
- 豊玉村立唐洲中学校（1956年加志々中新設に伴い廃校）[42]
- 豊玉村立鈴江中学校（1957年仁位中へ統合）
- 豊玉町立仁位中学校（1976年統合により豊玉中へ）[注釈 13]
- 豊玉町立塩戸中学校（同上）
- 豊玉町立小綱中学校（同上）
- 豊玉町立乙宮中学校（同上）
- 厳原町立浅藻中学校（1957年対馬市立豆酘中学校〈当時：厳原町立〉へ統合）[注釈 14]
- 厳原町立和内中学校（1961年久和中と内院中に分離）
- 厳原町立金田中学校（1987年阿連中と統合し佐須中へ）[40]
- 厳原町立阿連中学校（1987年金田中と統合し佐須中へ）[40]
- 厳原町立久和中学校（1993年[36]対馬市立久田中学校〈当時：厳原町立〉へ統合）[注釈 15]
- 厳原町立久田中学校内山分校（1993年）[36]
- 厳原町立大調中学校（2002年[36]佐須中へ統合）[40]
- 厳原町立内院中学校（2002年[36]久田中へ統合）
- 上対馬町立舟志中学校（1981年比田勝中へ統合）
- 上対馬町立琴中学校（1993年[36]一重中と統合し南陽中へ）
- 上対馬町立一重中学校（1993年[36]琴中と統合し南陽中へ）
- 美津島町立養和中学校（1984年鴨居瀬中と統合し浅海中へ）
- 美津島町立鴨居瀬中学校（1984年養和中と統合し浅海中へ）
- 上県町立伊奈中学校（2002年対馬市立仁田中学校〈当時：上県町立〉へ統合）[43][注釈 16]
- 峰町立志多賀中学校（1988年）[36]

## 壱岐市
- 壱岐市立勝本中学校〈旧〉（2011年鯨伏中と統合し壱岐市立勝本中学校〈新〉へ）[44]
- 壱岐市立鯨伏中学校（2011年勝本中〈旧〉と統合し勝本中〈新〉へ）[44]
- 壱岐市立武生水中学校（2011年統合により壱岐市立郷ノ浦中学校へ）[44]
- 壱岐市立渡良中学校（同上）[44]
- 壱岐市立初山中学校（同上）[44]
- 壱岐市立沼津中学校（同上）[44]
- 壱岐市立箱崎中学校（2011年統合により壱岐市立芦辺中学校へ）[44]
- 壱岐市立那賀中学校（同上）[44]
- 壱岐市立田河中学校（同上）[44]
- 志原村立志原中学校（1950年武生水中へ統合）
- 柳田村立柳田中学校（同上）

## 五島市
- 五島市立蕨中学校（2009年[45]）
- 五島市立福江中学校黄島分校（2011年）[45]
- 五島市立椛島中学校（2012年休校、2018年五島市立福江中学校椛島分校となる[18]）
- 五島市立玉之浦中学校〈2代目〉（2019年玉之浦小学校・平成小学校と統合し、小中併設の五島市立玉之浦小中学校へ）[46]
- 五島市立崎山中学校（2024年五島市立福江中学校へ統合）[47]
- 五島市立奥浦中学校（同上）[47]
- 久賀島村立田ノ浦中学校（1948年久賀中へ統合）
- 本山村立本山中学校（1949年大浜中と統合し五島市立翁頭中学校〈当時：本山大浜両村組合立〉へ）[注釈 17]
- 大浜村立大浜中学校（1949年本山中と統合し翁頭中へ）
- 奈留島村立第一中学校（1949年第三中と統合し五島市立奈留中学校〈当時：奈留島村立〉へ）[48][注釈 18]
- 奈留島村立第三中学校（1949年第一中と統合し奈留中へ）[48]
- 奈留町立奈留中学校葛島分校（1959年）
- 奈留町立江上中学校（1965年奈留中へ統合）
- 奥浦村立戸岐中学校（1951年奥浦中へ統合）
- 福江市立本窯中学校（1965年伊福貴中と統合し椛島中へ）
- 福江市立伊福貴中学校（1965年本窯中と統合し椛島中へ）
- 福江市立赤島中学校（1967年福江中赤島分校となり、1973年廃校）
- 福江市立黄島中学校（2000年[45]福江中黄島分校となり、2003年休校、2011年廃校）
- 岐宿町立旭中学校（1967年岐宿中〈旧〉旭分校[49]となり、同年内に廃止）
- 岐宿町立岐宿中学校姫島分校（1969年）[49]
- 岐宿町立岐宿中学校〈旧〉（1977年統合により五島市立岐宿中学校〈当時：岐宿町立〉へ）[50]
- 岐宿町立山内中学校（同上）[50]
- 岐宿町立川原中学校（同上）[50]
- 玉之浦町立大宝中学校（1990年統合により平成中へ）[12]
- 玉之浦町立東中学校（同上）[12]
- 玉之浦町立七岳中学校（同上）[12]
- 玉之浦町立玉之浦中学校〈初代〉（2003年平成中と統合し玉之浦中〈2代目〉へ）[12]
- 玉之浦町立平成中学校（2003年玉之浦中〈初代〉と統合し玉之浦中〈2代目〉へ）[12]

## 西海市
- 西海市立西海南中学校（2012年西海北中と統合し西海市立西海中学校へ）[51]
- 西海市立西海北中学校（2012年西海南中と統合し西海中へ）[51]
- 西海市立大島中学校（2013年崎戸中と統合し西海市立大崎中学校となり、長崎県立大崎高等学校に併設の上、連携型中高一貫教育を開始）[52]
- 西海市立崎戸中学校（2013年大島中と統合し大崎中へ）[52]
- 西海市立平島中学校（2017年休校）[53]
- 西彼町立亀岳中学校（1971年大串中と統合し西海市立西彼中学校〈当時：西彼町立〉へ）[注釈 19]
- 西彼町立大串中学校（1971年亀岳中と統合し西彼中へ）
- 大瀬戸町立瀬戸中学校（1975年統合により西海市立大瀬戸中学校〈当時：大瀬戸町立〉へ）[注釈 20]
- 大瀬戸町立多以良中学校（同上）
- 大瀬戸町立雪浦中学校（同上）
- 大瀬戸町立松島中学校（1975年大瀬戸中松島分校となり、1981年廃校[54]）
- 大島町立大島西中学校（1977年大島東中と統合し大島中へ）
- 大島町立大島東中学校（1977年大島西中と統合し大島中へ）
- 西海町立七釜中学校（1980年西海北中と西海南中へ再編）[55]
- 西海町立面高中学校（同上）[55]
- 西海町立瀬川中学校（同上）[55]

## 雲仙市
- 雲仙市立雲仙中学校（2008年雲仙市立小浜中学校へ統合）[56]
- 雲仙市立北串中学校（2014年小浜中へ統合）[56]
- 吾妻村立守山中学校（1956年山田中と統合し雲仙市立吾妻中学校〈当時：吾妻村立〉へ）[注釈 21]
- 吾妻村立山田中学校（1956年守山中と統合し吾妻中へ）
- 瑞穂村立西郷中学校（1959年大正中と統合し雲仙市立瑞穂中学校〈当時：瑞穂村立〉へ）[57]
- 瑞穂村立大正中学校（1959年西郷中と統合し瑞穂中へ）[57]
- 国見町立多比良中学校（1962年統合により雲仙市立国見中学校〈当時：国見町立〉へ）[58]
- 国見町立土黒中学校（同上）[58]
- 国見町立神代中学校（同上）[58]

## 南島原市
- 有家町立有家中学校〈旧〉（1970年堂崎中と統合し南島原市立有家中学校〈当時：有家町立〉へ）[59]
- 有家町立堂崎中学校（1970年有家中〈旧〉と統合し有家中〈新〉へ）[59]

## 東彼杵郡
- 東彼杵町立彼杵中学校（2019年千綿中と統合し東彼杵町立東彼杵中学校へ）[60]
- 東彼杵町立千綿中学校（2019年彼杵中と統合し東彼杵中へ）[60]
- 川棚町立川棚中学校光が丘分校（1973年長崎県立川棚養護学校〈現：長崎県立川棚特別支援学校〉新設のため廃校）[61]
- 波佐見町立東中学校（1956年上波佐見町立上波佐見中学校から改称、1976年南中と統合し波佐見町立波佐見中学校へ）[62]
- 波佐見町立南中学校（1956年下波佐見村立下波佐見中学校から改称、1976年東中と統合し波佐見中へ）[62]

## 北松浦郡
- 小値賀町立小値賀中学校納島分校（1968年）[63]
- 小値賀町立小値賀中学校大島分校（1969年）[63]
- 小値賀町立小値賀中学校藪路分校（1969年）[63]
- 小値賀町立野崎中学校（1982年小値賀町立小値賀中学校へ統合）[63]
- 小値賀町立斑中学校（1985年小値賀中へ統合）[63]
- 小値賀町立小値賀中学校六島分校（2002年休校、2017年廃止）[63][64]

## 南松浦郡
- 新上五島町立北魚目中学校（2018年新上五島町立魚目中学校へ統合）[65][18]
- 新上五島町立奈良尾中学校（2024年新上五島町立若松中学校へ統合）[66]
- 浜ノ浦村立飯ノ瀬戸中学校（1948年浜ノ浦中へ統合）
- 有川町立東浦中学校（1948年新上五島町立有川中学校〈当時：有川町立〉へ統合、1949年10月東浦分校となり、1958年廃校）[67]
- 有川町立太田中学校（1948年有川中へ統合、1949年10月有川中太田分校となり、1958年廃校）[67]
- 有川町立崎浦中学校（1994年有川中へ統合）[67]
- 有川町立神之浦中学校（1997年有川中へ統合）[67]
- 奈良尾町立岩瀬浦中学校（1979年新上五島町立奈良尾中学校〈当時：奈良尾町立〉へ統合）[68]
- 上五島町立青方中学校（1985年統合により新上五島町立上五島中学校〈当時：上五島町立〉へ）[69]
- 上五島町立上郷中学校（同上）[69]
- 上五島町立今里中学校（同上）[69]
- 上五島町立浜ノ浦中学校（同上）[69]
- 若松町立間伏中学校（1988年新上五島町立若松中学校〈当時：若松町立〉へ統合）[68]
- 若松町立日島中学校（1994年若松中へ統合）[68]
- 新魚目町立仲知中学校（1999年北魚目中へ統合）[70]
- 新魚目町立津和崎中学校（同上）[70]